# Heteropteryx dilatata
Heteropteryx dilatata är en insektsart som först beskrevs av Parkinson 1798. Heteropteryx dilatata ingår i släktet Heteropteryx och familjen Heteropterygidae. Inga underarter finns listade i Catalogue of Life.
Arten finns i fastlandsdelen av Malaysia samt i Singapore. Den hålls ibland som husdjur i terrarium.